# Marlene Schmotz
Marlene „Leni“ Schmotz (* 6. März 1994 in Fischbachau) ist eine ehemalige deutsche Skirennläuferin. Sie startete in allen Disziplinen, ihre besondere Stärke lag jedoch im Slalom.

## Biografie

### Karrierebeginn
Marlene Schmotz wuchs im bayrischen Fischbachau auf und lebt dort bis heute. 2011 nahm sie im Alter von 17 Jahren erstmals an einem FIS-Rennen teil. Im Riesenslalom von St. Anton schied sie allerdings im ersten Durchgang aus. In der folgenden Saison 2011/12 konnte sie beim Slalom in Sölden ihren ersten Podestplatz feiern. Durch die guten Leistungen dieser Saison qualifizierte sie sich für die Juniorenweltmeisterschaften 2012 in Roccaraso. Dort schied sie allerdings im Slalom und in der Abfahrt aus und beendete den Super-G und den Riesenslalom mit Plätzen im Mittelfeld des Starterfeldes. In der Saison 2012/13 wurde sie neben Einsätzen in FIS-Rennen auch im Europacup eingesetzt. Beim City Event in Innichen erreichte sie mit dem 9. Platz prompt ihre erste Top-10-Platzierung. Am 15. Januar 2013 gab sie zudem ihr Weltcup-Debüt im Slalom von Flachau, allerdings schied sie im ersten Lauf aus. Zum Ende der Saison nahm sie zum zweiten Mal an den Juniorenweltmeisterschaften in Québec teil.

### Erste Weltcup-Einsätze
Bereits zu Beginn der Saison 2013/14 nahm sie zum zweiten Mal an einem Weltcup-Rennen teil. Sie fuhr bei diesem Slalom im finnischen Levi auf den 23. Rang. Nachdem sie im Europacup in fünf Rennen hintereinander ausgeschieden war, schaffte sie Ende Februar 2014 erstmals den Sprung aufs Podium, als sie als dritte bei einem Slalom in Bad Wiessee ins Ziel kam. Auch bei den Juniorenweltmeisterschaften in diesem Jahr nahm sie teil und platzierte sich mit dem 9. Platz in der Super-Kombination erstmals unter den besten zehn bei diesem Wettbewerb. Bei den deutschen Meisterschaften gewann sie den Riesenslalom und wurde so zum ersten Mal Deutsche Meisterin.
In der Saison 2014/15 stabilisierten sich Schmotz Leistungen und es wurde ihre bisher erfolgreichste Saison. Zu Beginn der Saison konnte sie sich einmal unter den besten zehn und einmal unter den besten fünfzehn, im Riesenslalom des Europacup, eintragen. Im Slalom wurde sie zunächst zweite in Hemsedal und gewann kurz nach ihren zweiten Weltcuppunkten (23. im Slalom von Are), ihr erstes Europacup-Rennen in Zinal.
Anfang des Jahres 2015 hatte sie erneut mit einigen Ausfällen im Weltcup sowie im Europacup zu kämpfen. Ende Februar erreichte sie, wie schon vor einem Jahr, im Europacup-Slalom von Bad Wiessee den dritten Platz. Danach nahm sie zum letzten Mal an Juniorenweltmeisterschaften teil. Diese in Hafjell ausgetragenen Wettbewerbe sollten die erfolgreichsten ihrer noch jungen Karriere werden. Sie gewann im Slalom die Silbermedaille und gewann im Teamwettbewerb Bronze. Beim Europacupfinale in Soldeu kam sie in der Super-Kombination zum ersten Mal, als 3., auf das Podest. Durch den 2. Platz in der Slalomwertung des Europacups sicherte sie sich einen festen Startplatz für die Weltcup-Saison 2015/16.

### Verletzungen und Comebacks
Von dem erarbeiteten Startplatz konnte Schmotz nicht profitieren, da sie sich Ende September 2015 beim Training das Sprunggelenk brach und daher eine ganze Saison pausieren musste. Nachdem sie wieder in den Weltcup zurückgekehrt war und auch eine Platzierungen in den Punkterängen erreichen konnte, riss sie sich vor dem Saisonbeginn 2017/18 das Kreuzband im linken Knie und verpasste damit die gesamte Saison.
In die Saison 2018/19 startete Schmotz mit einigen Podestplätzen in FIS-Rennen. Im Januar 2019 gewann sie im Europacup den Slalom in Melchsee-Frutt. Nach weiteren guten Platzierungen und Rang drei in der Europacup-Gesamtwertung durfte sie bei den Weltmeisterschaften in Åre starten. Sie wurde für den Teamwettbewerb nominiert und fuhr im Riesenslalom auf Platz 19. Beim Weltcuprennen im März in Spindlermühle konnte sie das gute Ergebnis mit Platz 18, ihre bislang beste Platzierung in einem Riesenslalom-Weltcuprennen, bestätigen. Im darauf folgenden Slalom fuhr sie mit drittbester Laufzeit im zweiten Durchgang auf Platz 20.
In der Weltcupsaison 2019/20 erreichte sie mit dem 9. Platz beim Riesenslalom in Courchevel ihr bestes Weltcup-Resultat. Bei den Slaloms in Val-d’Isère und Lienz kam sie auf die Ränge 14 und 11. Am 4. Januar 2020 erlitt sie beim Slalom in Zagreb einen Riss des vorderen Kreuzbandes sowie des Innenbandes im rechten Knie und fällt dadurch erneut für lange Zeit aus.
Am 13. April 2023 gab sie infolge von Verletzungen und ausbleibenden Erfolg ihren Rücktritt bekannt.

## Erfolge

### Weltmeisterschaften
- Åre 2019: 4. Mannschaftswettbewerb, 19. Riesenslalom

### Weltcup
- 6 Platzierungen unter den besten 15

### Weltcupwertungen
| Saison  | Gesamt | Gesamt | Riesenslalom | Riesenslalom | Slalom | Slalom | Kombination | Kombination | Parallel | Parallel |
| Saison  | Platz  | Punkte | Platz        | Punkte       | Platz  | Punkte | Platz       | Punkte      | Platz    | Punkte   |
| ------- | ------ | ------ | ------------ | ------------ | ------ | ------ | ----------- | ----------- | -------- | -------- |
| 2013/14 | 110.   | 8      | –            | –            | 48.    | 8      | –           | –           | –        | –        |
| 2014/15 | 117.   | 8      | –            | –            | 47.    | 8      | –           | –           | –        | –        |
| 2016/17 | 85.    | 36     | –            | –            | 47.    | 12     | 27.         | 24          | –        | –        |
| 2018/19 | 86.    | 38     | 38.          | 21           | 49.    | 17     | –           | –           | –        | –        |
| 2019/20 | 56.    | 107    | 25.          | 48           | 24.    | 51     | –           | –           | 37.      | 8        |
| 2021/22 | 123.   | 3      | 52.          | 3            | –      | –      | –           | –           | –        | –        |

### Europacup
- Saison 2014/15: 5. Gesamtwertung, 2. Slalomwertung, 7. Kombinationswertung
- Saison 2018/19: 3. Gesamtwertung, 3. Slalomwertung, 5. Riesenslalomwertung
- Saison 2018/19: 4. Gesamtwertung, 3. Slalomwertung, 5. Riesenslalomwertung
- 9 Podestplätze, davon 2 Siege:

| Datum             | Ort            | Land    | Disziplin |
| ----------------- | -------------- | ------- | --------- |
| 16. Dezember 2014 | Zinal          | Schweiz | Slalom    |
| 25. Januar 2019   | Melchsee-Frutt | Schweiz | Slalom    |

### Juniorenweltmeisterschaften
- Roccaraso 2012: 27. Super-G, 37. Riesenslalom
- Québec 2013: 16. Riesenslalom, 40. Abfahrt
- Jasná 2014: 9. Super-Kombination, 11. Abfahrt, 14. Super-G
- Hafjell 2015: 2. Slalom, 3. Mannschaft, 8. Riesenslalom

### Weitere Erfolge
- 9 Podestplätze in FIS-Rennen
- Deutsche Meisterschaften: 2 Meistertitel (Riesenslalom 2014, Slalom 2015)
- Deutsche Juniorenmeisterschaften: 2 Meistertitel (Riesenslalom 2014, Slalom 2014)